# Xã Platte, Quận Butler, Nebraska
Xã Platte (tiếng Anh: Platte Township) là một xã thuộc quận Butler, tiểu bang Nebraska, Hoa Kỳ. Năm 2010, dân số của xã này là 173 người.